# Shibataea chinensis
Shibataea chinensis är en gräsart som beskrevs av Takenoshin Nakai. Shibataea chinensis ingår i släktet Shibataea och familjen gräs. Inga underarter finns listade i Catalogue of Life.